# Bunești (okręg Vaslui)
Bunești – wieś w Rumunii, w okręgu Vaslui, w gminie Bunești-Averești. W 2011 roku liczyła 1208 mieszkańców.